# Tongatapu
Tongatapu ist die größte und mit gut 74.000 Einwohnern (Stand 2021) auch bevölkerungsreichste Insel des Königreichs Tonga. Zur Volkszählung 2021 wohnten 21.185 Menschen in Nukuʻalofa, der größten Stadt Tongatapus und Hauptstadt von Tonga, und 34.142 in der Agglomeration (Greater Nukuʻalofa). Über den internationalen Flughafen Fuaʻamotu und den Hafen in Nukuʻalofa kann die Insel erreicht werden. Die Insel gibt ihren Namen auch der umliegenden Inselgruppe und Verwaltungseinheit.

## Geographie und Natur

### Insel Tongatapu
Die aus Korallenkalk (Kalkstein) aufgebaute Insel ist 257,03 km² groß und ziemlich flach. Sie ist mit einer dicken fruchtbaren Erdschicht bedeckt, die durch die benachbarten Vulkane mit Vulkanasche gedüngt wurde. Während die Steilküste im Süden bis zu 35 Meter hoch ist, fällt die Insel gegen Norden flach zur Küste ab. Die höchste natürliche Erhebung auf Tongatapu ist 65 Meter hoch. Sie liegt ganz im Süden der Insel zwischen den Dörfern Fuaʻamotu und Nakolo.
Nördlich der Insel befinden sich vereinzelte kleine Inseln und viele Korallenriffe, die vom Ufer aus bis zu sieben Kilometer weit ins Meer reichen können. Im Norden liegen auch die fast vollständig von Riffen geschlossenen Fangaʻuta- und Fangakakau-Lagunen mit einer Wassertiefe zwischen einem und sechs Metern. Das komplette Lagunensystem von 2835 Hektar Fläche wurde 1974 unter Naturschutz gestellt. Die Mangrovenwälder, vorwiegend aus Mangrovenbäumen der Roten Mangrove (Rhizophora sp.) bestehend, sind ein wichtiges Brutgebiet für Fische und Vögel.

### Inselgruppe
Zu den Inseln der gleichnamigen Inselgruppe gehören neben Tongatapu und vielen kleinen Motu die Inseln ʻAta, ʻEua Iki, ʻAtatā und ʻEua. Die Gesamtfläche der Inselgruppe umfasst 260,48 km².

## Geschichte

### Menschen der Lapita-Kultur
Die frühesten Spuren der Besiedlung Tongatapus durch Menschen der Lapita-Kultur lassen sich auf 900–850 v. Chr. datieren. In der Fangaʻuta-Lagune fand der Archäologe David Burley Tonscherben, deren Herstellungsort die mehr als 2000 km entfernt liegenden, zu den Salomonen gehörenden Santa-Cruz-Inseln waren.

### Tongaisches Imperium
Tongatapu war zwar immer Sitz der Hauptstadt des Tongaischen Imperiums, aber in einem Seegebiet, welches Entfernungen bis zu 1000 km aufweist, war das oft nur eine symbolische Herrschaft. Von der ersten Hauptstadt Toloa, vor etwa 1000 Jahren im Gebiet des heutigen Flughafens Fuaʻamotu, ist nur wenig bekannt.
Auch von der zweiten Hauptstadt Niutoua (Heketa) an der Küste im Nordosten der Insel ist im Wesentlichen nur ein steinerner Torbogen (Haʻamonga ʻA Maui) aus drei quaderförmigen Korallenblöcken mit einem Gewicht von insgesamt etwa 120 Tonnen übriggeblieben. Er wird als Eingang zu einem verschwundenen Königspalast gedeutet. Einkerbungen, die am kürzesten Tag des Jahres auf die aufgehende Sonne zeigen, sowie der Verlauf der vom Tor zur Küste führenden Pfade könnten aber auf eine astronomische Funktion des Tores verweisen.
Erst die dritte Hauptstadt von ca. 1220 bis 1851 in der heutigen Stadt Muʻa kann mit mehreren überlieferten Sehenswürdigkeiten aufwarten. Es sind mehr als 28 königliche Grabhügel (etwa aus der Zeit seit dem 12. Jahrhundert) zu sehen, von einfachen Erdaufschüttungen bis zu rechteckigen, terrassenförmig aufgeschichteten Steinbauten aus Korallenblöcken. Diese Gräber dürfen nicht weiter erforscht werden.

### Frühe Kontakte mit Europäern
Der erste Europäer auf der Insel war Abel Tasman im Jahr 1643, der auf Tongatapu und den benachbarten Inseln ʻAta und ʻEua Waren eintauschte. Ein weiterer Besucher war James Cook auf seiner zweiten und dritten Südseereise; er wurde festlich empfangen und bewirtet und beobachtete dort am 5. Juli 1777 eine Sonnenfinsternis.

## Verwaltung
Tongatapu ist eine der fünf Divisionen, der obersten Verwaltungseinheiten des Königreichs Tonga. Sie wird in sieben Distrikte unterteilt: Kolomotuʻa, Kolofoʻou, Vaini, Tatakamotonga, Lapaha, Nukunuku und Kolovai (Hihifo).

## Karten

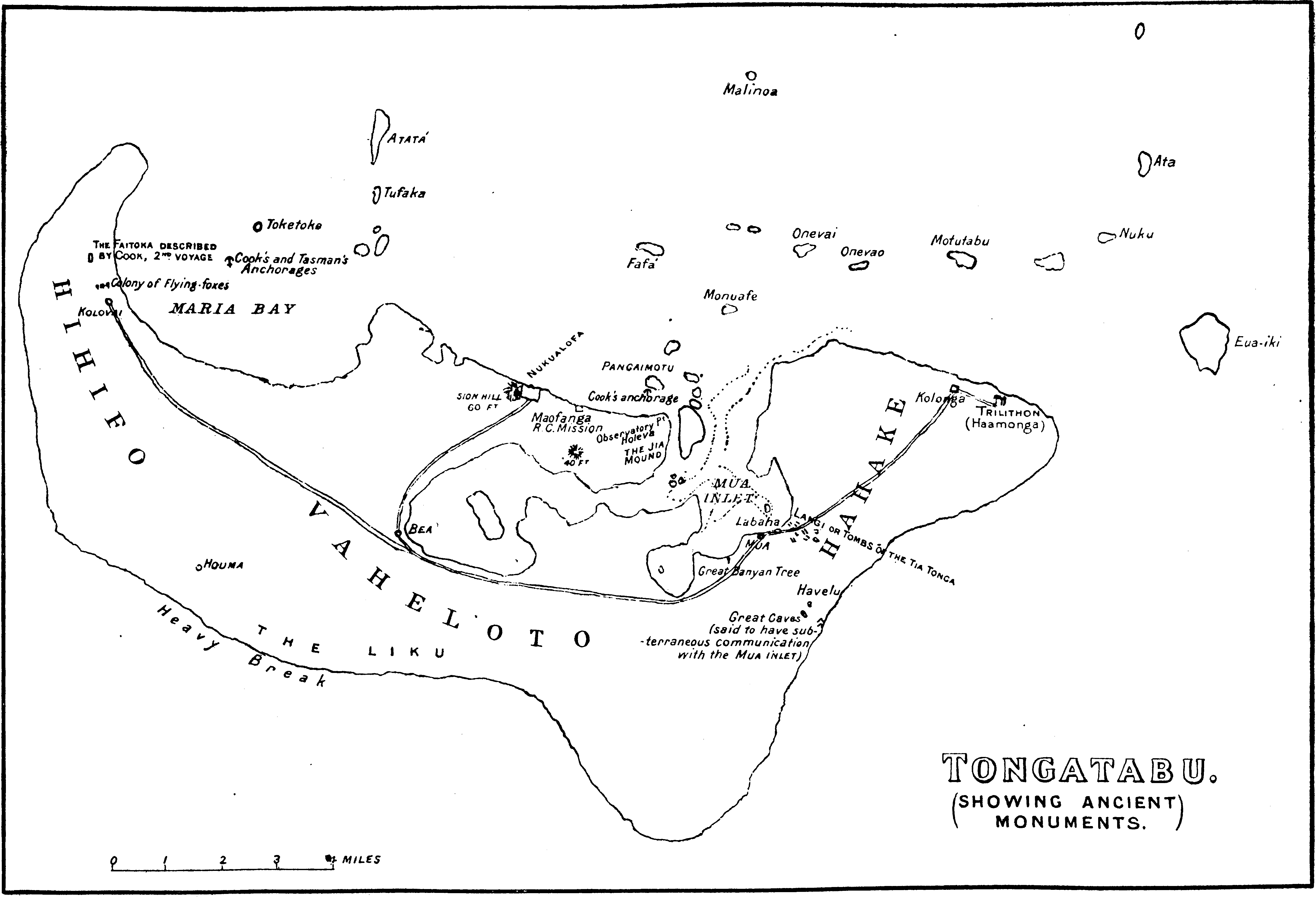
Historische Karte von Tongatapu (1924)
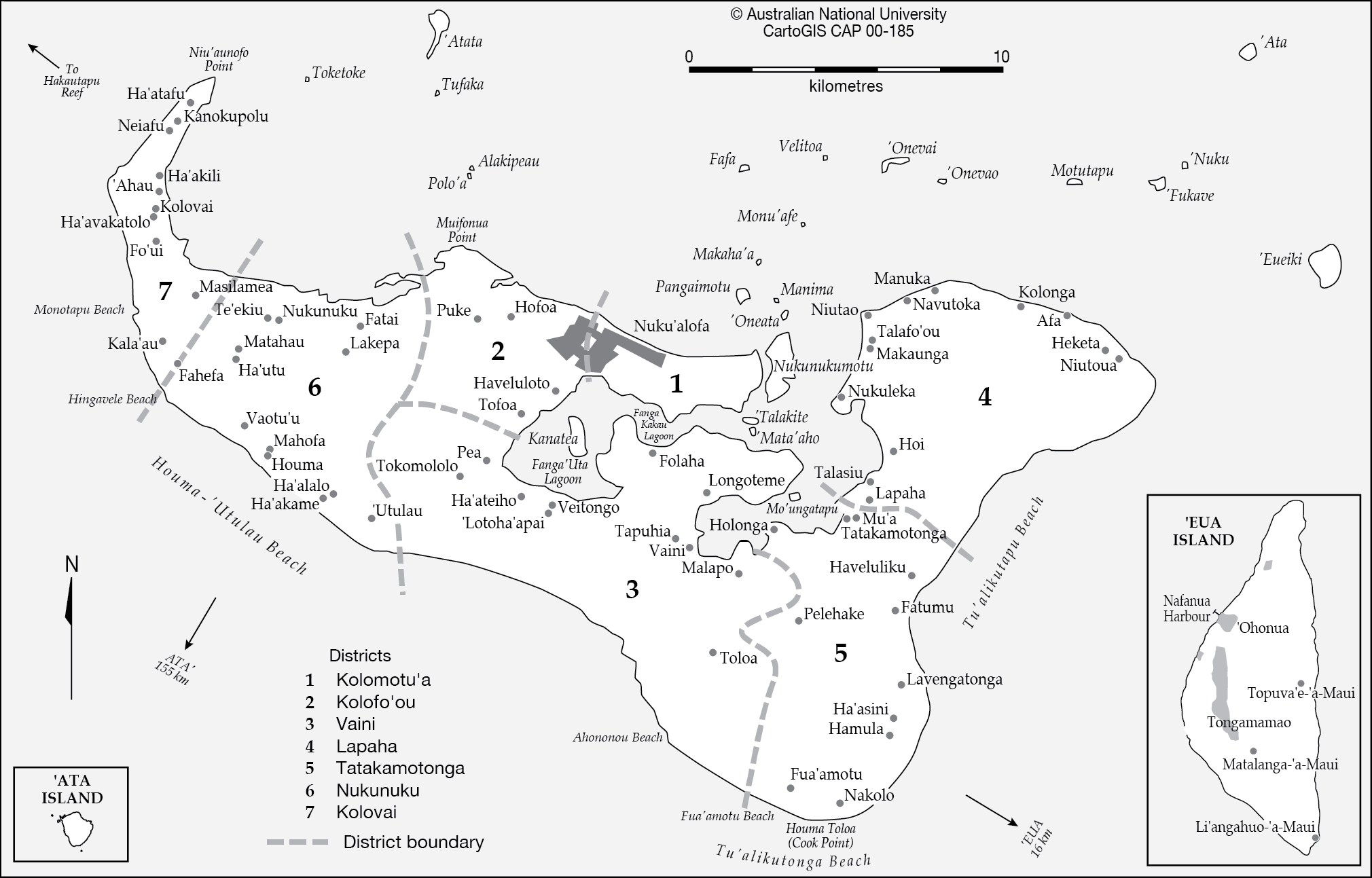